# Сидли (вулкан)
Вулкан Сидли је највиши вулкан на Антарктику, члан групе „Седам вулканских врхова”, са надморском висином 4.181–4.285 m. Спада у штитасте вулкане, масиван је и углавном прекривен снегом. Налази се унутар граница територије Земље Мери Берд и део је ланца од пет вулканских планина. Одликује се калдером широком 5 кm  смештеној на југу, а лоциран је у јужном делу поменутог ланца.
Сидли је открио контраадмирал Ричард Е. Берд током лета авионом 18. новембра 1934. и дао му име према Мејбел Е. Сидли, ћерки Вилијама Хорлика који је учествовао у експедицији Бирда на Антарктику 1933–35. Вулкан има прилично забачену локацију што је, упркос његовој знатној висини, допринело да је мало познат чак и у свету планинарења, у поређењу са много приступачнијим Еребусом, другим највишим антарктичким вулканом лоцираним на Росовом острву.